# Кара-Кюнгей (Нарынская область)
Кара-Кюнгей (кирг. Кара-Күнгөй) — высокогорное село Кочкорского района. Входит в состав Кош-Дебенского аильного округа в Нарынской области Кыргызской Республики.
Население в 2009 году составляло 1 471 человек.
Жители Кара-Кюнгей занимаются, в основном, животноводством, пасут лошадей, доят кобыл и готовят кумыс.

## Известные уроженцы
- Мурзабаев, Асан Мурзабаевич (род. 1942) — киргизский композитор, заслуженный деятель культуры КР.